# نظام سينسي الروبوتي للقسطرة

نظام سينسي الروبوتي للقسطرة صُمِّمَ خصّيصاً ليتيح للطبيب إمكانية السيطرة على القسطرة ورسم الخرائط داخل قلب المريض أثناء إجراءات «عدم انتظام ضربات القلب». سينسي يترجم حركات يد الطبيب إلى قسطرة موجهة روبوتيا باستخدام تكنولوجيا الروبوتات المتقدمة. الطبيب قادر على القيام بذلك من محطة عمل عن بعد.
 الفوائد المحتملة للنظام تشمل:-
1. تعزيز الاستقرار خلال القسطرة.
2. توجيه صحيح لحركة يد الطبيب.
3. تعب اقل بالنسبة للطبيب. 
يشمل نظام الروبوتية سينسي ذراعا روبوتية في السرير.
 يستخدم نظام ماجلان الروبوتية من قبل الأطباء في جميع أنحاء العالم للتنقل في الأوعية الدموية الطرفية ويقوم بالكثير من الإجراءات داخلها. تم تصميم ماجلان لتحسين القدرة على التنبؤ والتحكم خلال القسطرة حيث يحافظ على الاستقرار في الأوعية الدموية الطرفية.
هكذا حلت الأجهزة العلاجية مكان العمل اليدوي.  تمكن الأطباء من السيطرة على نظام ماجلان، الذي يترجم لهم حركات اليد إلى حركات أصغر وأكثر دقة من الأدوات الصغيرة داخل جسم المريض. يتم تنفيذ الإجراء تماما على يد الطبيب. فإنه يتيح عمل الطبيب في الاوعية الدموية المتعرجة ويسمح بالملاحة داخلها ويمكّن من إعطاء تشخيص دقيق لها.

## شراكات
بنيت منصة سينسي بواسطة تصميم الهندسة المعمارية المفتوحة التي ساعدت هانسن الطبية لإقامة اتفاقات شراكة مع شركات الأجهزة الطبية الرائدة. 
في مايو 2009، دخلت هانسن في اتفاق تطوير مشترك مع شركة سيمنز للرعاية الصحية للتعاون في تطوير منتجات متكاملة مصممة للمساعدة في تبسيط إجراءات القلب المعقدة لتشخيص وعلاج عدم انتظام ضربات القلب. في فبراير 2011، وقعت هانسن ترخيص براءات الاختراع والتكنولوجيا مع فيليبس للرعاية الصحية التي سمحت بتطوير وتسويق التطبيقات غير الروبوتية لتكنولوجية مكشاف الألياف البصرية(فوسل). 

## نظرة عامة
هانسن ميديكال Inc ، شركة مقرها في ماونتن فيو، ولاية كاليفورنيا في الولايات المتحدة. تصمم هذه الشركة روبوتات طبية تساعد على تحديد المواقع داخل الاوعية وكذلك السيطرة على التقنيات القائمة في عملية القسطرة.
تقوم الشركة بتصنيع نظامي القسطرة سينسي و artisan" "extend control  من اجل استخدامها لتنظيم دقات القلب عن طريق الملاحة في الاوعية الدموية بسيطرة تامة وليونة في التنقل. 
يتم تداول هانسن ميديكال بشكل عام في بورصة ناسداك.

## مراحل تطور الشركة
هانسن ميديكال " hansen medical" اخترع عام 2002 من قبل المخترع فريوريلا مول من اجل تطوير ادوات تقوم بالقسطرة ببراعه عن طريق الجمع بين التكنولوجيا الروبوتية والحركة المحوسبة.
في عام 2005 اشترى هانسن شركة اندوفيا الطبية وهي شركة روبوتات طبية التي بدات من مختبر الذكاء الاصطناعي في معهد ماساتشوتش للتكنولوجيا وايضا اطباء من قسم الجراحة في المركز الطبي في جامعة بوسطن، وشملت الملكية لاندوفيا 33 براءة اختراع صادرة ومعلقة.
وفي وقت لاحق من ذلك العام دخلت شركة هانسن الطبية مع شركة البديهية الجراحية التي أيضا اسست على يدي مول في اتفاقية الترخيص المتبادل من محفظة هانسن وانتيوتيفس 50 براءة اختراع صادرة ومعلقة المتعلقة بالحد الادنى من الادوات الغازية والروبوتات الجراحية كذلك  صدر 250 براءة اختراع وطلبات براءة اختراع.
أصبحت هانسن الطبية شركة في عام 2006 ودفعت 75 مليون دولار في طرحها الأول لاثنين من انظمة القسطرة تحت استعراض إدارة الاغذية والعقاقير وتمثل الاسهم حوالي 30% من اسهم الشركة.
في مايو عام 2004 عين هانسن التنفيذي صناعة الاجهزة الطبية «كاريفانس» رئيسا ومديرا تنفيذيا.
قبل انضمامه إلى هانسن شغل السيد فانس منصب رئيس قسم التخدير والجهاز التنفسي العالمي في شركة تلفلكس، نائب الرئيس التنفيذي في شركة كوفي ديان المحدودة ونائب الرئيس والمدير العام في جنرال الكتريك للرعاية الصحية.
حصل هانسن على شهادة إدارة الاغذية والعقاقير، وعلامة CE وشحن أول من نظام الروبوتية Sensei® في مايو 2007. وقد تم علاج المريض الأول مع نظام ماجلان الروبوتية أكتوبر 2010. في عام 2014، أصبحت القسطرة الروبوتية ماجلان 6Fr متاحة تجاريا. وبالإضافة إلى ذلك، تم إطلاق نظام سينسي X2 الروبوتية عالميا أكتوبر 2014. خلال نوفمبر 2014، قام الأطباء في جميع أنحاء العالم بأداء تراكمي لأكثر من 15,000 حالة سريرية باستخدام أنظمة الروبوت هانسن الطبية.